# Saroba albopunctata
Saroba albopunctata är en fjärilsart som beskrevs av Semper 1901. Saroba albopunctata ingår i släktet Saroba och familjen nattflyn. Inga underarter finns listade.